# Riedelia aurantiaca
Riedelia aurantiaca là một loài thực vật có hoa trong họ Gừng. Loài này được Henry Nicholas Ridley miêu tả khoa học đầu tiên năm 1916.

## Phân bố
Loài này được tìm thấy ở cao độ 46–762 m (150-2.500 ft) dọc theo sông Utakwa (Otakwa) ngược dòng tới phần trung tâm dãy núi Snow = dãy núi Maoke (trong dãy núi Nassau = dãy núi Sudirman) ở tỉnh Papua, Indonesia. Mẫu vật điển hình: C.B. Kloss s.n. thu thập năm 1912 tại núi Carstensz.

## Lưu ý
Riedelia aurantiaca Loes., 1930 là đồng nghĩa của Geocharis aurantiaca Ridl., 1908 có ở Johor, Malaysia bán đảo.